# ألف مايلز
ألف مايلز (بالإنجليزية: Alf Miles)‏ هو لاعب كرة قدم بريطاني (وحمل سابقاً جنسية المملكة المتحدة لبريطانيا العظمى وأيرلندا) في مركز الدفاع، ولد في 1884 في المملكة المتحدة، وتوفي في 8 فبراير 1927 في المملكة المتحدة. لعب مع أستون فيلا.